# Гурджаанская улица
Гурджаа́нская улица (груз. გურჯაანის ქუჩა)— улица в Тбилиси. Расположена в районе Авлабари.
Начинается от площади Роз и проходит до улицы Никифора Ирбаха.

## История
Возникла в XIX веке. В 1876 году называлась «улица Бегларова». Современное название получила в 1923 году.
Самый старый дом — дом № 18 — построен в XIX веке.